# Dolmen du Resto
Le dolmen du Resto est un dolmen situé à Moustoir-Ac, dans le Morbihan en France.

## Historique
Le site est fouillé en 1856 par Casimir de La Fruglaye, propriétaire du terrain, intrigué par la présence de dalles granitiques affleurant depuis le sol.

## Description
Selon Fruglaye, dolmen était situé à l'intérieur d'un tumulus de 40 m de diamètre et 2 m de hauteur désormais disparu. Le dolmen comportait une table de couverture de 5,10 m de long, de 3,80 à 2,75 m de large et 0,65 m d'épaisseur reposant sur « des piliers grossièrement maçonnés à sec, et seul le côté du levant était à peu près fermé par un muret ». D'après la description donnée par Fruglaye, L. Marsille suppose que le dolmen comportait un couloir ouvrant à l'est. En 1928, Marsille mentionne que deux dalles de couverture sont encore en place dont une mesurant 2 m de long sur 1,15 m de large. Dans la masse du tumulus, Fruglaye découvrit plusieurs coffres édifiés en pierres sèches recouverts soit par une pierre plate soit par une couverture en encorbellement. Tous les coffres furent découverts vides sauf un qui qui renfermait une hache polie en diorite et une belle lame en silex du Grand-Pressigny (mesurant 248 mm de long).
Selon Fruglaye, il existait à environ 200 m un second dolmen dont il ne demeurait, en 1856, que les supports visibles.
Le dolmen est daté du Néolithique mais les coffres correspondent à une réutilisation du site à l'Âge du fer.